# Элеонора Уррака Кастильская
Элеоно́ра Урра́ка Касти́льская (исп. Leonor Urraca de Castilla), Элеоно́ра Урра́ка, графиня де Альбурке́рке (исп. Leonor Urraca, III condesa de Alburquerque), Элеоно́ра из Альбурке́рке (исп. Leonor de Alburquerque) или Элеоно́ра Урра́ка, дочь Са́нчо Касти́льского (исп. Leonor Urraca Sánchez de Castilla), прозванная Рикаэ́мбра (исп. Ricahembra) — «богатая женщина» (1374, Альдеадавила-де-ла-Рибера, королевство Кастилия и Леон — 16 декабря 1435, Медина-дель-Кампо, королевство Кастилия и Леон) — кастильская аристократка из дома Анскаридов, урождённая графиня де Альбуркерке, дочь Санчо Альфонсо, графа де Альбуркерке. Жена короля Фердинанда I Справедливого; в замужестве — королева Арагона, Валенсии, Мальорки, Сицилии, Сардинии и Корсики, графиня Барселоны.

## Биография

### Ранние годы
Элеонора Уррака родилась в сентябре 1374 года в Альдеадавила-де-ла-Рибера. Она была младшей дочерью в семье Санчо Альфонсо, инфанта Кастильского и графа де Альбуркерке, и инфанты Беатрисы Португальской из Бургундского дома. По линии отца приходилась внучкой Альфонсу XI, королю Кастилии и Леона, и его любовнице, кастильской аристократке Элеоноре де Гусман. По линии матери была внучкой Педру I, короля Португалии, и его любовницы, кастильской аристократки Инес де Кастро.
Незадолго до рождения Элеоноры Урраки, в марте 1374 года её отец погиб в сражении под Бургосом и был похоронен в местном соборе. После рождения дочери мать поселилась с ней в замке в Сан-Фелисес-де-лос-Гальегос, на границе кастильского и португальского королевств. Здесь прошли первые годы детства Элеоноры Урраки. После смерти матери в июле 1381 года, которою похоронили рядом с отцом, осиротевшая инфанта воспитывалась при дворе кастильского и леонского короля Хуана I.
В 1385 году после смерти её брата Фернандо, графа де Альбуркерке, погибшего в битве при Алжубарроте, Элеонора Уррака унаследовала его титул и стала третьей графиней де Альбуркерке. Она также получила всё имущество семьи в Риохе и Эстремадуре. Кроме титула графини де Альбуркерке Элеонора Уррака носила титулы владелицы Сан-Фелисес и Собрадильо, Медельина, Тиедры, Монтеалегре, Вильяльба-дель-Асора, Кастромонте, Карвахалеса, Ампудии, Аро, Брионеса, Белорадо, Сересо и Ледесмы и прочих земель в Кастилии. Состояние графини было таким большим, что современники считали её самой богатой женщиной во всех государствах Пиренейского полуострова.
Элеонора Уррака была обручена со своим двоюродным братом Фадрике Кастильским (1360—1394), герцогом Бенавенте из дома Трастамара, который в союзе с единокровной сестрой Элеонорой, королевой Наварры, боролся за влияние в регионе со своим племянником Энрике III Болезненным, королём Кастилии и Леона. В 1390 году против этого брака выступил толедский архиепископ Педро Тенорио, тем самым выразив поддержку королю. По этой причине помолвка была разорвана и Фадрике Кастильский сочетался браком с единокровной сестрой Элеоноры Урраки, тоже Элеонорой, вдовой Санчо де Рохаса, владельца Монсона.

### Королева
В том же 1390 году Элеонора Уррака была обручена с Фернандо, инфантом Кастильским и Леонским, вторым сыном короля Хуана I от его первой жены Элеоноры, инфанты Арагонской. Невесте было шестнадцать, жениху — только одиннадцать лет. Венчание состоялось в 1393 году в Мадриде (согласно другим источникам, в 1395 году в Вальядолиде). На время вступления в брак инфант Фернандо также носил титулы герцога Пеньяфиэля, владельца Лары, Медины-дель-Кампо, Кастрохериса, Куэльяра, Ольмедо, Вильялона, Сифуэнтоса, Мондехара, Гранадильи, Галистео, Паредеса и прочих земель в Кастилии. После свадьбы эти титулы стала носить и его супруга.
В 1410 году умер дядя мужа Элеоноры Урраки король Мартин II Арагонский (он же Мартин I, король Сицилии). Инфант Фернандо стал одним из претендентов на престол арагонского королевства. Началась гражданская война, длившаяся в течение двух лет и завершившаяся в 1412 году заключением компромисса в Каспе. Итогом принятого соглашения стало признание прав инфанта Фернандо на трон арагонского королевства и его коронация 1414 году под именем Фердинанда I. Элеонора Уррака также была коронована мужем и получила титулы королевы Арагона, Валенсии, Мальорки, Сицилии, Сардинии и Корсики. Это событие было подробно описано на старо-арагонском языке в средневековом сочинении «Коронации королей Арагона» Херонимо Бланкаса.
Влияние королевы на супруга помогло преодолеть последствия Великого западного раскола. Фердинанд I поддерживал антипапу Бенедикта XIII, в свою очередь, поддержавшего его права на арагонский престол. Однако затем Фердинанд согласился с мнением жены и встал на сторону императора Сигизмунда, предложив антипапе Бенедикту XIII отречься от папства, как это сделали два его конкурента — антипапа Иоанн XXIII и римский папа Григорий XII. Бенедикт XIII, арагонский аристократ, происходивший из дома Луна, не внял совету короля и заперся в замке Пеньискола в королевстве Валенсия; здесь он скончался в 1423 году.

### Вдовство и смерть
Элеонора Уррака овдовела 2 апреля 1416 года, после чего вернулась в кастильское королевство с младшими сыновьями, инфантами Хуаном и Энрике. Она поддержала их в борьбе против местной партии на стороне короля во главе с кастильским коннетаблем Альваро де Луна. Проиграв в этой борьбе, в 1430 году её сыновья были изгнаны в Арагон, а Элеонора Уррака лишилась большей части своих владений в Кастилии.
Она удалилась в свой дворец в Медина-дель-Кампо, который преобразовала в монастырь во имя Девы Марии, получивший название Санта-Мария-ла-Реаль. Ещё в 1421 году Элеонора Уррака разрешила в этом городе проведение ежегодной ярмарки. Здесь вдовствующая королева получила известие о пленении армией Генуэзской республики в битве при Понце трёх её сыновей: королей Альфонсо и Хуана и инфанта Энрике. Вскоре после этого она скончалась. Её похоронили в Медина-дель-Кампо, а не в королевской усыпальнице монастыря Санта-Мария-де-Поблет, где ещё в 1417 году ей был устроен общий с покойным мужем саркофаг.

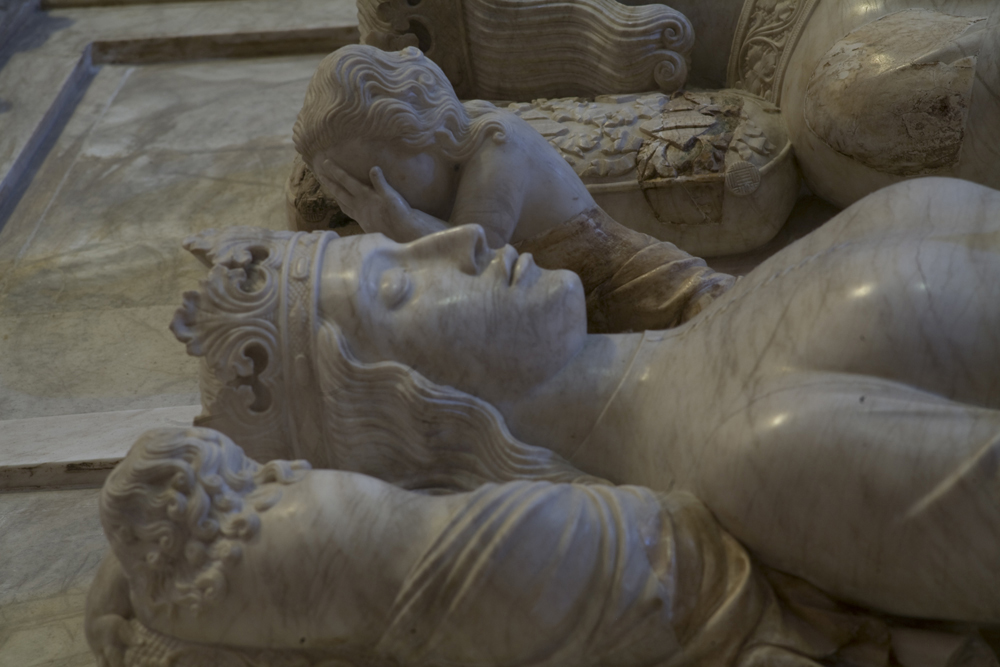
Фрагмент надгробия Элеоноры Урраки Кастильской

### Брак и потомство
В Вальядолиде в 1395 году (или в Мадриде в 1393 году) Элеонора Уррака, графиня де Альбуркерке, сочеталась браком с внучатым племянником, Фернандо (27.11.1380 — 2.4.1416), инфантом Кастильским и Леонским, сыном Хуана I, короля Кастилии и Леона, и Элеоноры, инфанты Арагонской. В 1412 году, вслед за инфантом, который под именем Фердинанда I Справедливого стал королём Арагона, Валенсии, Мальорки, Сицилии, Сардинии и Корсики, его супруга стала королевой. В замужестве она также получила титулы графини Барселоны, Руссильона и Сердани. В семье Элеоноры и Фердинанда родились семеро детей — пять сыновей и две дочери:
- Альфонсо (1394 — 27.6.1458), инфант Кастильский и Леонский, инфант Арагонский, король Арагона под именем Альфонсо V Великодушного, король Сицилии и Неаполя под именем Альфонсо I, 12 июня 1415 года сочетался браком с Марией (1.1.1401 — 4.10.1458), инфантой Кастильской и Леонской из дома Трастамара;
- Мария (1396 — 18.2.1446), инфанта Кастильская и Леонская, инфанта Арагонская, 20 октября 1418 года сочеталась браком с Хуаном II (6.3.1396 — 20.7.1445), королём Кастилии и Леона;
- Хуан (29.6.1397 — 20.1.1479), инфант Кастильский и Леонский, инфант Арагонский, король Арагона под именем Хуана II Великого, король Сицилии под именем Хуана I, 18 июня 1420 года сочетался первым браком с Бланкой I (6.7.1387 — 1.4.1441), королевой Наварры из дома д’Эврё, и получил титул короля Наварры, в апреле 1444 года сочетался вторым браком с дамой Хуаной Энрикес (1425 — 13.2.1468);
- Энрике (1400 — 15.6.1445), инфант Кастильский и Леонский, инфант Арагонский, герцог Вильены, граф де Альбуркерке, граф Ампурьяса, великий магистр Ордена Сантьяго, 12 июля 1418 года сочетался первым браком с Екатериной (1403 — 19.10.1439), инфантой Кастильской из дома Трастамара, 7 апреля 1443 года сочетался вторым браком с дамой Беатрисой Пиментель[кат.] (1416—1490);
- Элеонора (2.5.1402 — 19.2.1445), инфанта Кастильская и Леонская, инфанта Арагонская, 22 сентября 1428 года сочеталась браком с Дуарте, наследным инфантом Португальским, будущим королём Португалии под именем Дуарте I (31.10.1402 — 9.9.1445);
- Педро[исп.] (1406 — 17.10.1438), инфант Кастильский и Леонский, инфант Арагонский, вице-король Сицилии, герцог Ното, погиб во время сражения под Неаполем, не оставив потомства;
- Санчо[исп.] (1400—1416), инфант Кастильский и Леонский, инфант Арагонский, великий магистр Ордена Калатравы и Ордена Алькантары, умер в отроческом возрасте.